# 南洋理工大学
座標: 北緯1度20分41秒 東経103度40分53秒 / 北緯1.34472度 東経103.68139度
南洋理工大学（なんようりこうだいがく、英語：Nanyang Technological University、略記：NTU）は、1991年に設立されたシンガポールにある国立大学である。別名はナンヤン理工大学。QS世界大学ランキング2022年版では世界12位と評価され、シンガポール国立大学(NUS)とともにシンガポールで双璧をなす名門大学であり、アジアNo.1の工科大学として優秀な人材を輩出している。
約3万人の学生と約1万人の教職員を擁するNTUはシンガポールでNUSに次ぐ2番目に大規模な大学である。工学部、理学部、ビジネススクール、医学部、人文芸術社会科学部などで構成され、シンガポール国立教育研究所、ラジャラトナム国際学院、シンガポール地球観測所、シンガポール環境生命科学工学センター、アジア消費者インサイト研究所、そして近年創設された人文科学研究所など、複数の研究機関がある。
NTUのメインキャンパスは、シンガポール西部に位置しており、敷地面積は200ha（490エーカー）と広大であり、シンガポール最大のキャンパスである。

## 沿革
- 南洋大学 時代（1955〜1980）
南洋理工大学の礎である南洋大学は、1955年（シンガポールがイギリスから独立する前年）に現在の南洋理工大学の南側、ユンナンガーデンキャンパスの中央にあたるエリアを中心に設立された。もともとは華語の教育機関として、多くの華人からの寄付により設立されたものであった。発足当初は正式な高等教育機関としての認定を受けられず、多数の学生が反政府活動に従事しているとして逮捕された事件や、副学長の強制交代、自治会の強制解散など政治的弾圧が続いた。ようやく正式な大学として認可されたのは1968年のことである。設立当時は文学部・商学部・理学部の三つの学部であった。華語教育機関としての存在理由は欧米企業の誘致政策による英語社会化の前に薄らいでゆき、1975年以降は中国語学科を除くすべての授業が英語で行われるようになった。
- 南洋工科大学 時代（1981–1991） 
1980年、南洋大学はシンガポール大学と合併し現在のシンガポール国立大学となった。翌年の8月1日、シンガポール国立大学に属していた高等教育機関が南洋大学のキャンパスを引き継ぎ、シンガポールの4分の3におよぶエンジニアを教育・育成するための機関「南洋工科大学（NTI）」として新たに創設されることとなった。翌年NTIでの教育が始まった時点での学生数は3つの工学分野（土木構造、電気電子、機械生産工学）合計で582人であったが、1990年までには6,832人にまで拡大した。なお最初の大学院生となった二名の学生は1986年に入学している。その後3つのエンジニアリングスクールが新設され、1987年にはシンガポール国立大学の会計学部もNTIに移管されることとなった。また応用科学部も新たに創設された。1990年、政府はNTIへ国立教育研究所を合併することを決定し、その結果NTIは1991年に現在の「南洋理工大学（NTU）」の形となり現在に至っている。
- 現在の形へ（1991–） 
1991年、NTIと国立教育研究所（NIE）が合併して南洋理工大学（NTU）が設立された。  1996年には旧南洋大学のアルムナイもNTUアルムナイへ編入されている。  当初、NTUはシンガポール国立大学と共同で学生を受け入れており、同額の授業料を設定していた。学生は一度の出願でどちらの大学も受けることが可能であった。この提携は2004年に終了しており、現在では別々の出願となっている。  現在ではシンガポール国立大学とともにシンガポールで双璧をなす名門大学となっている。

## キャンパス

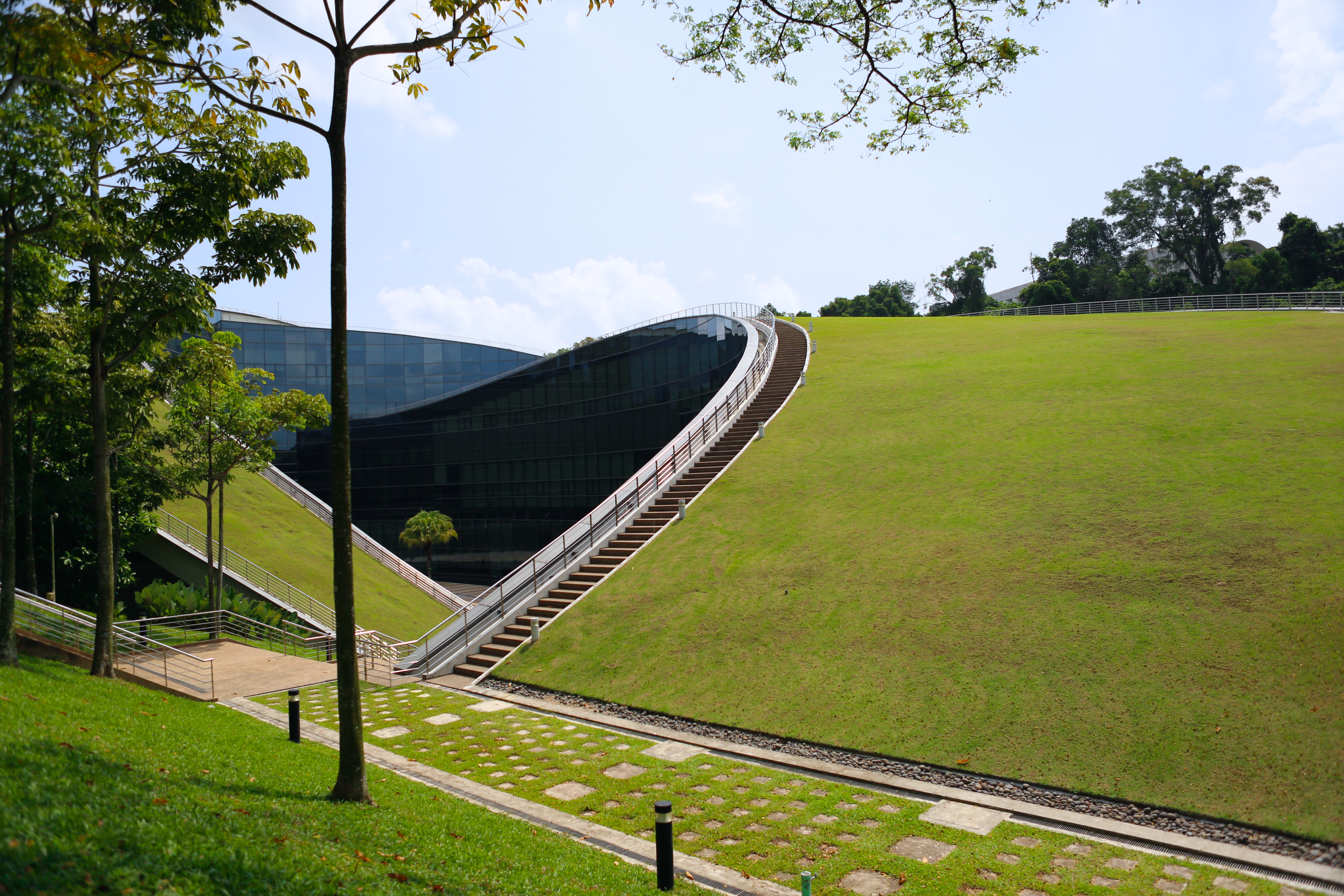
ユンナンガーデンキャンパス

- ユンナンガーデンキャンパスユンナンガーデンキャンパス 
南洋理工大学のメインキャンパスは200ヘクタールの広大な敷地を誇る「ユンナンガーデンキャンパス」で、ジュロンウェスト街に隣接している。このキャンパスはシンガポール最大の大学キャンパスであり、また学部生用の24の住居棟と大学院生用の2つの住居棟から成るシンガポール最大の学生居住地でもある。キャンパスの敷地はもともとシンガポールホッケン協会から南洋大学に寄付されたものであるが、1981年に南洋工科大学が設立される際に南洋大学から譲り受けた。 南洋工科大学が国立教育研究所（NIE）と合併してNTUが創設された際には、NIEの敷地も統合されることとなった。旧南洋大学の管理棟は1998年に中国文化遺産センターとして修復され、現在もユンナンガーデンキャンパスを見下ろしている。 ユンナンガーデンキャンパスは2019年現在、2021年完成予定の大規模な改装工事が行われている。南洋大学記念館と旧南洋大学のアーチは1998年にシンガポールの国定記念碑に指定された。NTUの「アート・ヘリテージミュージアム」は、国立遺産委員会の公認博物館計画に含まれる公共の博物館である。中国文化遺産センターとレジデンス4の間にはナンヤンレイクと呼ばれる小さな湖があり、NTU釣りクラブのメンバーだけがこの湖での釣りを許可されている。  このキャンパスは2010年に開催されたユースオリンピック大会でオリンピック村として使用された。
- ノヴェナキャンパス 
　3番目のキャンパスであるノヴェナキャンパスは、ノヴェナのダウンタウンにあるリーコンチャン医学部（イギリスのインペリアル・カレッジ・ロンドンとNTUの合同医学部）のパートナー教育病院であるタントックセン病院の近くに位置し、リーコンチャン医学部の医学教育および研究が行われている。新しい20階建ての臨床科学ビル（CSB）は2016年に完成したものである。CSBはリーコンチャン医学部研究者の本拠地であり、お互いの研究室は共同スペースを通して相互に行き来できるようになっている。 

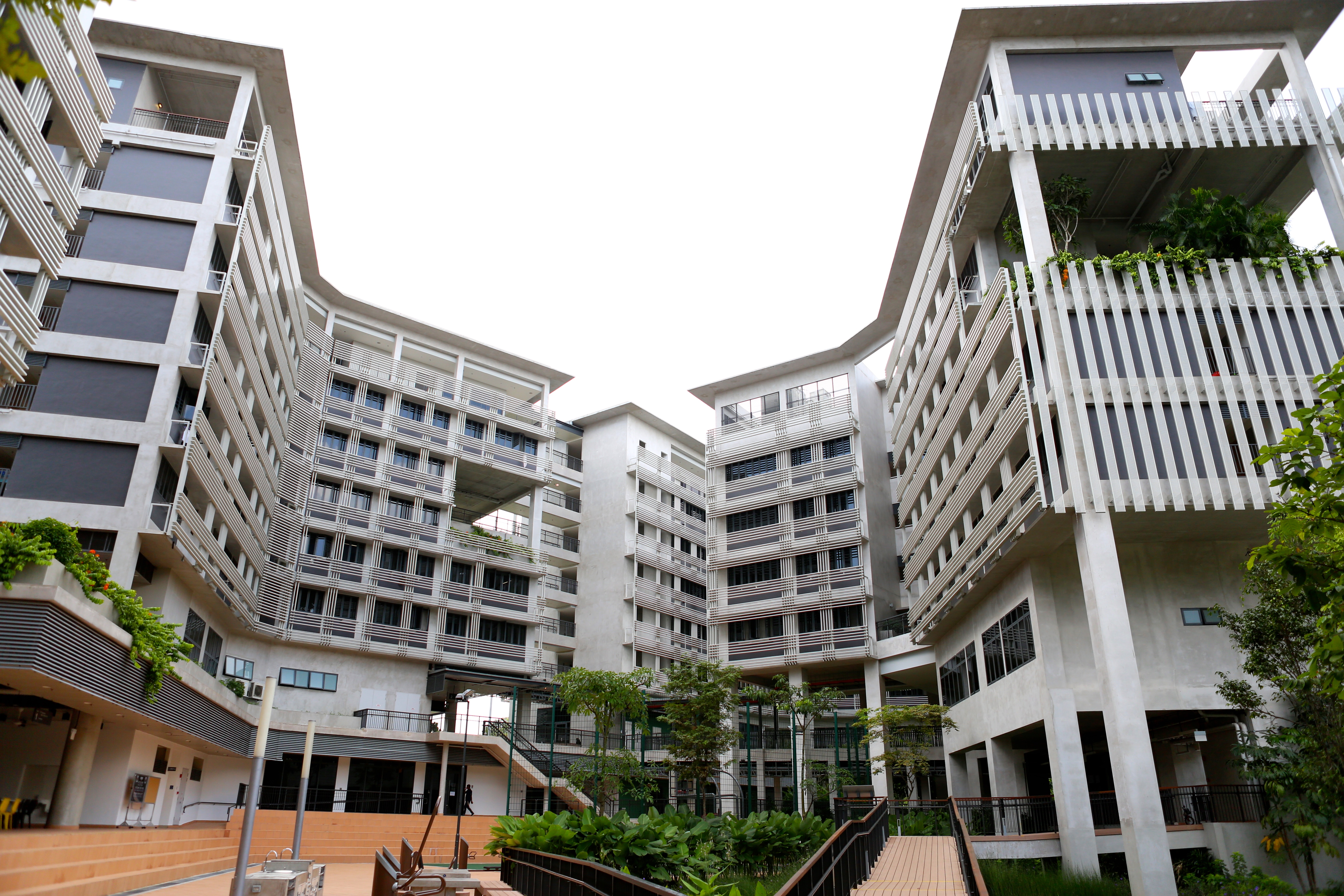
学部生ホール（居住棟）
- 学部生ホール 
NTUには500〜659人が住める学部生用の居住棟が24棟あり、常時14,000人の地元学生および留学生を収容している。なおこの居住棟への入居権はすべての新入生に保証されている。すべての居住棟はフロアもしくはウィングによって接続されている。一人部屋の場合と二人部屋の場合があるが、二人部屋の場合のルームメイトは同性であることが保証されている。各居住棟にはラウンジ、エアコン付きの読書ルーム、パントリー、洗濯機と乾燥機付きのランドリールームなどの共同施設がある。2019年4月現在、新入生は2年間の滞在が保証されている。
- その他の施設 
NTUには11の食堂と3つのカフェがあり、様々な食事を安価に提供している。大手チェーン店としては、マクドナルド、サブウェイ、スターバックスなどがあり、この他にも寿司店、セブンイレブン、スーパーマーケットも店を構えている。学生生活をおくるにはとても便利な環境である。

## 大学・学部および研究所

### ナンヤン・ビジネス・スクール（南洋商学院）

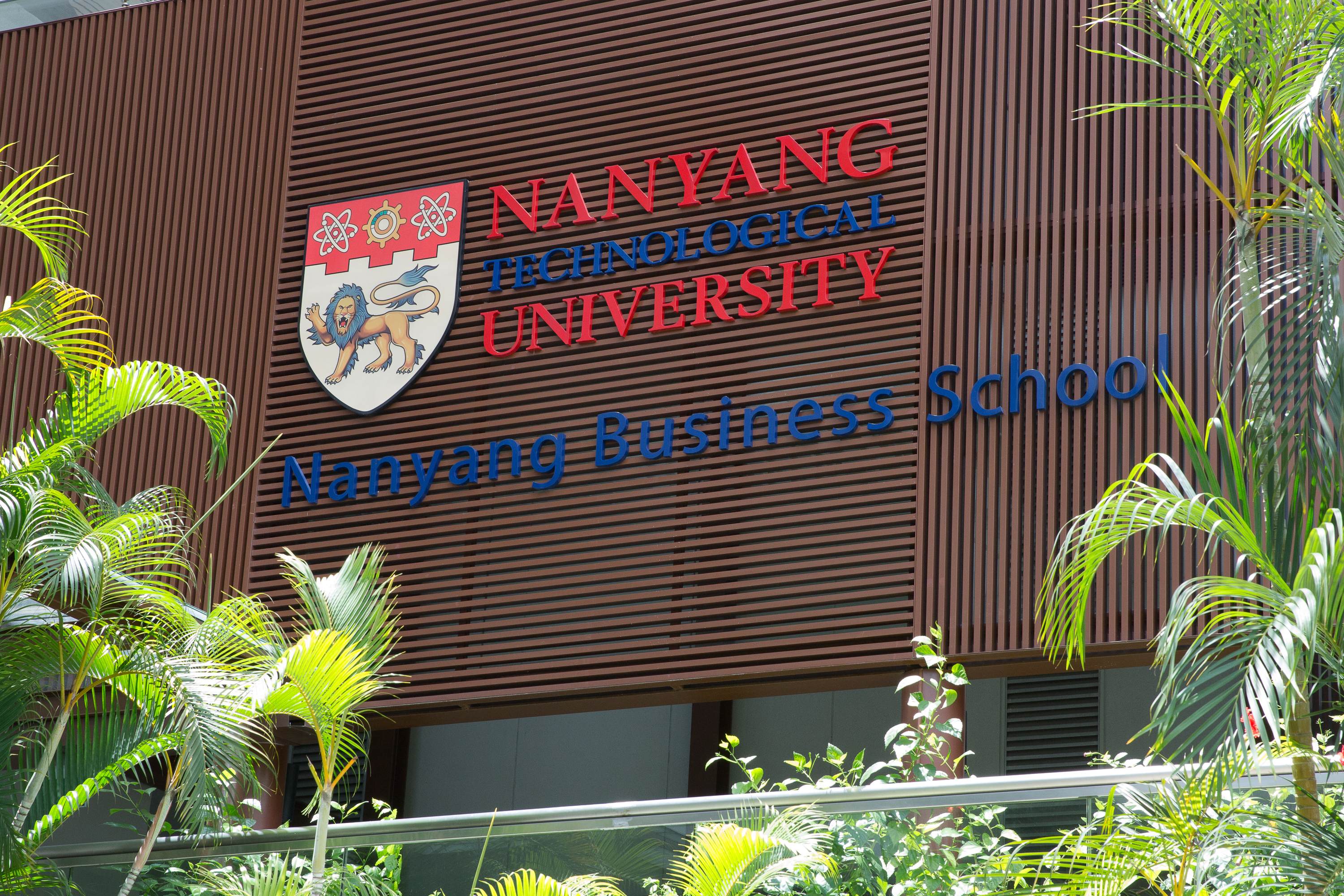
ナンヤンビジネススクール

ナンヤンビジネススクール（南洋商学院、NBS）はシンガポール最大のビジネススクールで、常時約七千人の学部生・大学院生が所属する。フィナンシャルタイムズによれば、シンガポールでは首位、アジア太平洋地域では第三位のビジネススクールである。

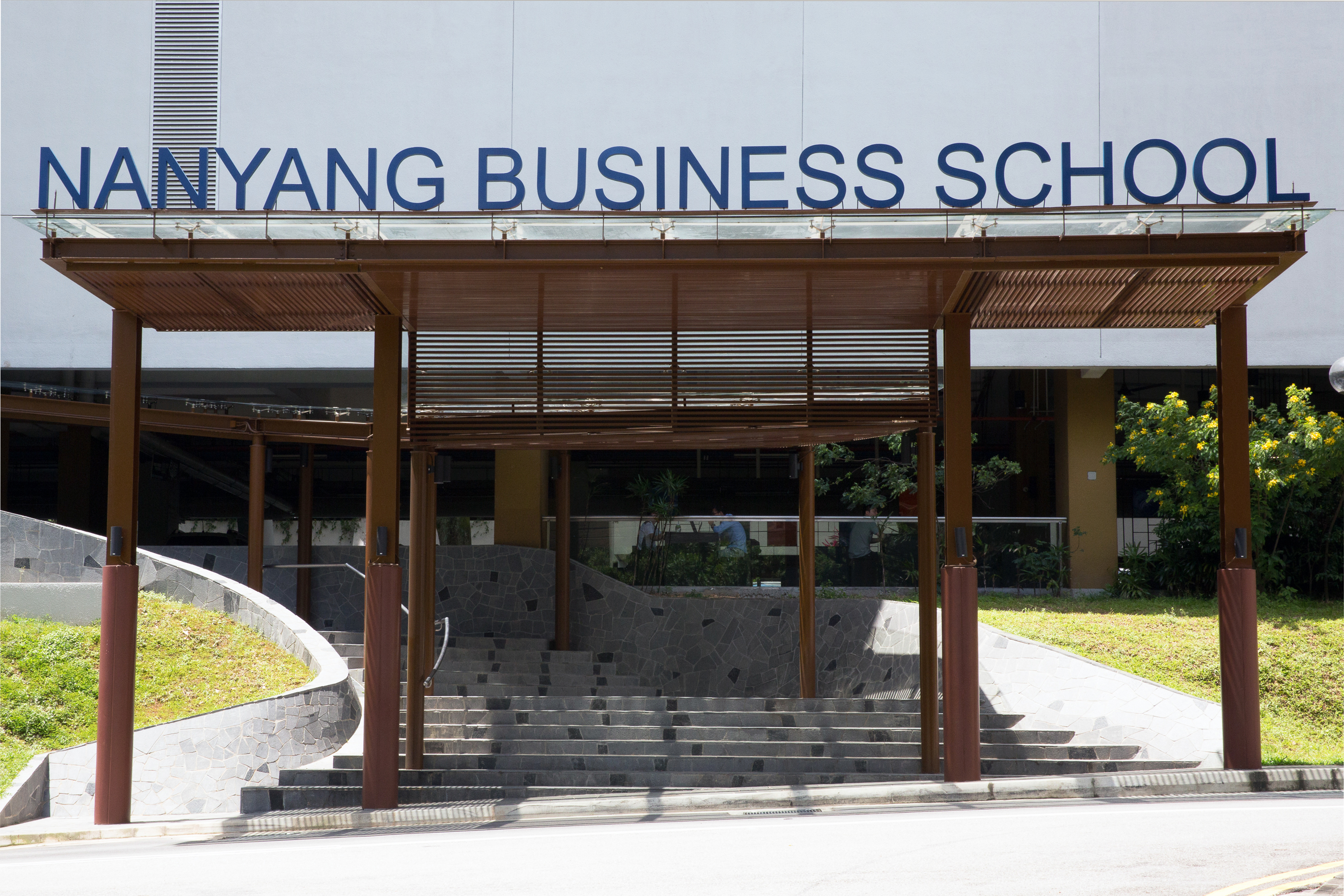
エントランス

学部では商学や会計学をはじめ、様々な二重学位プログラムが提供されており、3年半から4年程度で二つの学位を取得可能である。修士課程でも、経営学、金融工学、マーケティングに加えて二重学位プログラムが提供されており、それぞれのコースに対し博士課程も設置されている。さらに近年新たに導入された学士・修士の統合プログラムは4年で修了することができる。

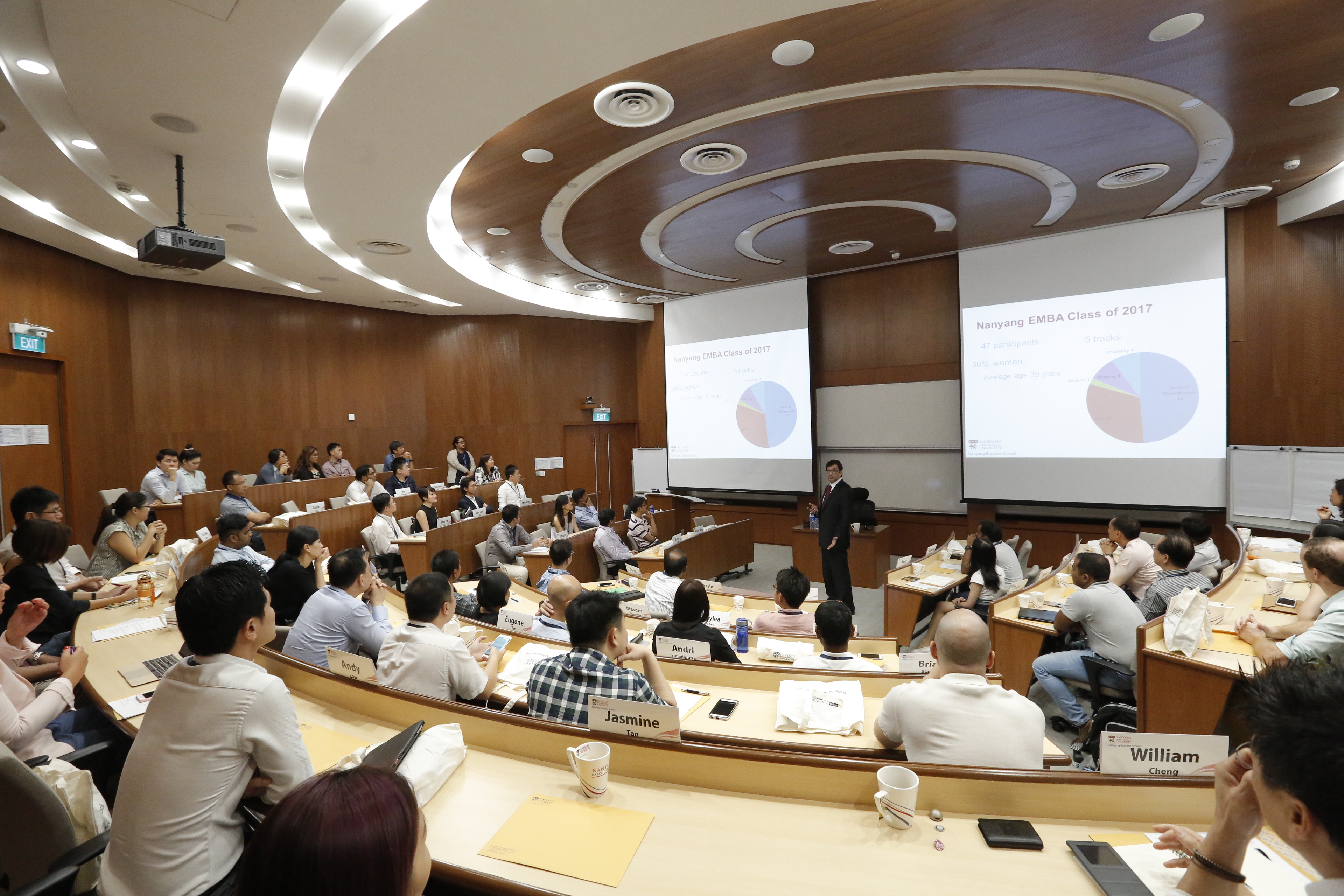
授業風景

- ナンヤンMBA
南洋理工大学のMBAは世界的に高い評価を受けており、フィナンシャル・タイムズの世界MBAランキングでは2018年時点で22位に数えられる。また、エコノミスト紙は2004年から13年連続でMBAプログラムで最高位のMBAとしている。一学年は約百名で構成され、学生の国籍に偏りが生じないよう多様性を重視したプログラムを採用している。
- ナンヤン早稲田ダブルMBA 
2006年8月から早稲田大学との二重学位プログラムを置いている。2007年7月に第一期生が修了し、現在まで毎年10名程の学生がこのプログラムを履修している。約1年で両校のMBA学位を得られ、学費も南洋ビジネススクールMBAプログラムとほぼ同額であることから、非常に効率の良いプログラムとなっている。7月から2月までをシンガポールでナンヤンビジネススクールMBAの学生と共に過ごし、4月から8月までは東京で早稲田大学経営大学院の学生と過ごす。両校の学生とのネットワークが得られる他、早稲田ビジネススクール教授陣とのつながりなど、海外の学生はもちろんのこと日本人学生にとっても有益なプログラムである。授業は全て英語で行われる。ナンヤンMBAに合格する必要があるため、入学にはTOEFL（IELTS）およびGMATのスコアが必要となる。

### 人文科学・芸術・社会科学カレッジ（HASS）
HASSは4つの学校で構成されている。
- 「ウィーキムウィーコミュニケーション情報スクール」はコミュニケーション研究の学校で、ジャーナリズム、放送、広告、コミュニケーションポリシーおよび情報学のコースを提供している。1992年に設立されているが、1995年にシンガポールの前大統領 ウィー・キムウィーにちなんで改名された。
- 「The school of Art, Design and Media」はシンガポールで最初のアート専門スクールであり、アート、デザイン＆メディア、および芸術研究の大学院の学位を提供している。中央の中庭を囲んで大きく傾斜し草が生い茂る特徴的な屋根を持つ建物は、NTUの宣伝用資料に頻繁に掲載されている。
- 2016年、NTUは学生の増加に対応するため人文科学（SOH）と社会科学（SSS）を2つの別々の学校に分割することを発表した。SOHは中国語、英文学、歴史、言語学、哲学を含む幅広い分野のプログラムを提供する学校であり、SSSは経済学、心理学、公共政策および社会学を提供する学校である。

### 工学カレッジ
工学カレッジはNTU最大の学校である。世界最大のエンジニアリングカレッジであると言われており、10,500人以上の学部生と3,500人の院生が所属している。工学カレッジはテクノロジーとイノベーションに焦点を当てた6つの学校（化学と生物医学、土木と環境、コンピュータ科学と工学、電気電子、材料科学、機械と航空宇宙）で構成されている。このカレッジでは広い学問領域に渡って豊富なコースが提供されている。 12の単一学位プログラムに加えて、シンガポールで唯一の航空宇宙工学プログラムや、ダブルディグリー、二重専攻および統合プログラムを提供している。

### 科学カレッジ
科学カレッジは3つの学部で構成され、約150人の教員（うち15人以上はシンガポール国立研究財団フェロー）、340人の研究スタッフ、110人のスタッフ、4,000人の学部生および750人の大学院生が所属している。
- 生物科学部は2002年に設立され、生物科学の様々なプログラムが提供されている。また、中国の北京中医薬と連携し生物医学および伝統的な漢方医学におけるユニークで革新的なダブルディグリープログラムも実施している。学生はまた、工学的および産業的な観点からも食物プロセスについて理解を深められるように、第二専攻として食品科学・テクノロジーを学ぶことができる。
- 理数学部は2005年に設立され、物理学、化学、数学の様々なコースを提供している。学生はまた、食品科学・テクノロジーの分野から学部を超えた科目を第二専攻として選択することができる。さらに選択集中科目として自然科学やナノテクノロジーを受講したり、数学と経済を複合した専攻なども可能である。
- アジア環境学部（ASE）は2015年に設立された新しい学際的な学校で、アジアの環境問題や地球システム、環境ライフサイエンス、エコロジー、社会科学を統合し、環境保全と持続可能社会を目指すための重要な問題に取り組んでいる。 ASEとシンガポール環境生命科学工学センター（SCELSE）、シンガポール地球観測所（EOS）、およびComplexity Instituteとの学際的な強い結びつきは、大きな研究課題に取り組むためのコミュニティを提供している。

### リーコンチェン医学部
リーコンチェン医学部は2013年にインペリアル・カレッジ・ロンドンと共同で設立された。2013年のオープンに先立ち、学校はリー財団からの1億5000万シンガポールドルを含む、4億シンガポールドルの記録的な寄付を受けている。学校の主な臨床パートナーは、National Healthcare Groupである。

### 学際研究大学院（IGS)
NTUの学際研究大学院（IGS）は、サステナビリティ社会の実現やピークオブエクセレンス、ニューメディア、未来のヘルスケアなどの主要な研究分野に焦点を当てており、これらの研究は従来の学校・学部の枠を超え様々な分野をまたがって行われている。 IGSは博士課程の学生が横断的に研究を行えるよう、NTU全体から教授を起用している。

### 自治機関
NTUは自律的な研究教育機関を数多く運営している。
- NTUのユンナンガーデンキャンパス西部にある16ヘクタールの国立教育研究所（NIE）はシンガポールの主要教育大学であり、シンガポールの教育省と密接に連携して運営されている。シンガポールの公立学校の正規教員は通常、シンガポールの教育省が後援しているNIEでの大学院修了証書コースを修了する必要がある。 NIEは国際的にも高い評価を受けており、インドネシアやアラブ首長国連邦などの各国に教育コンサルタントを提供している。
- シンガポールの元副首相にちなんで名付けられたラジャラトナム国際学院（RSIS）は国際関係の大学院プログラムを提供している大学院機関である。この学校には戦略研究とテロリズムに関する世界的権威として長い間認められてきた防衛戦略研究所がある。RSISは2011年の世界規模のシンクタンクランキングで、アジアの大学系シンクタンクの中で2位にランクされた実績を持つ。
- シンガポール環境生命科学工学センター（SCELSE）は独自の学際的研究センターであり、国立研究財団、シンガポール教育省、NTU、シンガポール国立大学から資金提供を受け設立された。 ライフサイエンスからの新たな洞察と、エンジニアリングおよび自然科学の新たな技術からの専門知識を結びつけ、微生物バイオフィルムコミュニティを研究・管理している施設であり、ここでの研究は環境生命科学工学の新しい分野を確立している。
- シンガポール地球観測所（EOS）は地球科学を専門とする研究所であり、より安全で持続可能な社会に向け東南アジアおよびその周辺の地震、火山、津波や気候変動に関する基礎研究を行っている。
- ウェルスマネジメント協会（WMI）は、富と資産管理に関するニーズに包括的に応えるための実践ベースのプログラムを持つ教育・研究機関である。 シンガポールの成長を促進する世界的な資産管理センターとして2003年に Temasek Holdings と GIC Private Limited の支援を受け設立された。WMIはシンガポール金融管理局（MAS）、銀行金融研究所（IBF）およびウェルスマネジメント業界と密接に連携しており、業界の専門家のスキル向上と専門知識の拡大・深化に大きな役割を果たしてきた。投資商品、ポートフォリオの配分、顧客エンゲージメント、信託および不動産の計画からリスク管理、またMSC資産および資産管理までのトピックを幅広く網羅するプログラムをグローバルな視点とともに提供している。WMIはその機能と業界ネットワークを構築するために Temasek Holdings と GIC Private Limited から多くの援助を受けており、それはまた業界のリーダーや、上級開業医、規制当局、学者と豊かなネットワークを育むことにもつながっている。

### クラブ・コミュニティ
現在NTUには100を超える学生組織がある。

## 主要な大学ランキング
- QS世界大学ランキング 
NTUは2022年QS世界大学ランキングで世界第12位、アジア第3位にランクされた。また、2015年から2019年までの5年連続で設立50年未満の大学ランキングで世界総合1位となっている。 2011年には QS Stars評価システムの下、5つ星を獲得したアジアで最初の大学となり、以降2019年4月現在までシンガポールで唯一の大学である。
- QS世界大学分野別ランキング 
2017年、NTUは工学とテクノロジーの分野でQS世界大学分野別ランキングの世界4位、アジア1位にランクされた。Thomson Reuters の Essential Science Indicators では工学の分野で世界トップ3にランクされている。また社会科学の分野では2017年には3年連続世界22位にランクしている（Social Sciences and Management  には、ウィーキムウィーコミュニケーション情報学校、国立教育研究所、南洋ビジネススクールおよび社会科学部が含まれる）。自然科学の分野ではNTUの科学カレッジが世界17位であった。芸術と人文科学（人文科学部および芸術・デザイン・メディア学部）は世界で51番目にランク付けされている。NTU全体では19の分野で世界50位にランクインし、2つの分野でTOP10にランクインしている。材料科学と電子工学の分野ではアジアで最初のランクインである。
- タイムズ高等教育世界大学ランキング 
NTUはタイムズ紙のアジア大学ランキング2021でアジア5位にランクされており、また世界ランキングでは47位であった。計測されたすべてのカテゴリーで高いスコアを得たが、研究・引用・国際的な見通し・業界収入およびイノベーションの面では特に高い評価であった。また、設立50年未満の大学ランキングでは世界で1位にランクされている。
- 世界の大学の学術ランキングおよびその他のランキング 
大学の研究業績と大学の卒業生・教員が受賞したノーベル賞とフィールズ賞の数に高い重要性を置く上海ランキングコンサルタントによって発表された2017年の世界大学ランキングでは、NTUは世界で115位、シンガポールで2位にランクされた。  ナンヤンビジネススクールは2017年のフィナンシャルタイムズのグローバルMBAランキングで世界第24位にランクされている。またエコノミストによる評価では13年連続でシンガポール1位にランクされている。フィナンシャルタイムズのランキングでは世界トップ100のエグゼクティブMBAプログラムのうち、世界第10位にランクされている。またナンヤンビジネススクールの会計研究は、2014年4月に発表されたブリガムヤング大学の会計研究ランキングにより世界で第7位、アジアで第1位と評価された。ナンヤンビジネススクールの Tan Hun Tong は現在3年連続で世界トップの会計研究者であり、Clive Lennox は世界第7位、アジア第2位にランクされている。  さらに Vijay Sethi は2013年3月、ハーバードビジネススクールやウォートンビジネススクール、ロンドンのトップの教授陣を破って The Economist Intelligence Unit（EIU）から名誉あるビジネスプロフェッサーオブザイヤーを受賞し、世界最高のビジネススクールの教授に選ばれた。またラジャラトナム国際学院は、アジアの大学系シンクタンクの中で第2位、世界では第22位にランクされている。

## 日本の学生交流協定校
- 東京工業大学
- 奈良先端科学技術大学院大学
- 京都大学
- 大阪大学
- 九州大学
- 九州工業大学
- 国際教養大学
- 横浜国立大学
- 千葉大学
- 神戸大学
- 広島大学
- 大阪教育大学
- 宇都宮大学
- 群馬大学
- 福井大学
- 琉球大学
- 早稲田大学
- 明治大学
- 立教大学
- 創価大学
- 立命館大学
- 関西学院大学

## 出身者

### 教員
- ターマン・シャンムガラトナム - 理事長、シンガポール第9代大統領。夫人は、日系人のジェーン・ユミコ・イットウギ。
- チャム・タオ・スーン - 初代学長、ケンブリッジ大学PhD。シンガポール首相官邸行政勲章（Public Administration Medal 1986, Prime Minister's Office）Gold受章。
- スー・ガンニン - 第2代学長、スタンフォード大学PhD。シンガポール防衛科学技術庁(DSTA)創設者。シンガポール首相官邸行政勲章（Public Administration Medal 1998, Prime Minister's Office）Gold受章。
- バーティル・アンダーソン - 第3代学長、インペリアル・カレッジ・ロンドン(ICL)フェロー。
- サブラ・スレッシュ - 第4代学長、マサチューセッツ工科大学(MIT)名誉教授・元工学部学部長。元カーネギーメロン大学(CMU)学長。
- テック・ホア・ホー - 第5代学長、元NUSシニアマネジメント、元カリフォルニア大学バークレー校(UCB)ハース・スクール・オブ・ビジネス教授。
- ルドルフ・アーサー・マーカス – 工学部教授、元カリフォルニア工科大学(Caltech)教授。ノーベル化学賞受章。
- ケリー・シー – NTU地球観測所ディレクター、元カリフォルニア工科大学(Caltech)教授。
- ダニエラ・ローズ – 生物科学部・リーコンチェン医学部元教授、NTU分子生物学研究所名誉科学者。元ケンブリッジ大学分子生物学研究所上級科学者。
- ナディア・マグネナット・タルマン – NTUメディアイノベーション研究所所長、元ジュネーブ大学MIRALab所長。
- ビジェイ・セティ – ナンヤンビジネススクール(NBS)教授。元ニューヨーク州立大学バッファロー校(SUNY)准教授。
- 千葉俊介 - 工学部(化学工学)教授、シンガポール国立化学研究所(SNIC)フェロー。
- 古賀慶 - 社会科学部准教授・前S. ラジャラトナム国際関係学部(RSIS)准教授、元ハーバード・ケネディ・スクール研究員。

### 卒業者
- シム・アン – シンガポール首相府国務大臣
- ロウ・イェン・リン – シンガポール政務官
- デスモンド・タン – 国会議員、元シンガポール国防軍(SAF)元准将。
- デリック・ゴー – 国会議員、ウォートン・スクールMBA。
- ナン・リン・リン – 国会議員、ワールド・ウーマン・オブ・ザ・イヤー2018受賞。
- タン・チン・ヒー – Trafigura CEO
- リチャード・テン –  Binance CEO
- チャデ・メン・タン – Google Jolly Good Fellow
- ジョアン・ペー – 女優
- ステファニー・サン – 歌手（シンガポール・台湾）
- キンバリー・ワン(Kimberly Wang) - 987 Radio DJ